# 교카와 마이
교카와 마이(일본어: 京川 舞, 1993년 12월 28일~)는 일본의 여자 축구 선수이다.

## 국가대표팀 경력
2010년 FIFA U-17 여자 월드컵에 출전, 준우승에 기여했다.
그녀는 2012년 알가르브컵에 참가할 일본 국가대표팀에 발탁되었으며, 2월 29일 노르웨이와의 경기에서 데뷔했다. 2015년 EAFF 여자 동아시안컵에도 출전했다. 그녀는 2015년까지 국제 A매치 통산 5경기에 출전했다.

## 통계
| 일본 | 일본 | 일본 |
| 연도 | 출전 | 득점 |
| ---- | ---- | ---- |
| 2012 | 2    | 0    |
| 2013 | 0    | 0    |
| 2014 | 0    | 0    |
| 2015 | 3    | 0    |
| 통산 | 5    | 0    |